# Adam Wijbe
Adam Wijbe, także: Adam Wiebe (niem.), Adam Wybe (pol.) lub Wiebe Adams, albo Wÿbe (ur. 12 lipca 1584 (lub w 1590) w Harlingen, Fryzja, zm. 1653 (lub 1652) w Gdańsku) – inżynier i wynalazca pochodzenia holenderskiego, działający głównie w Gdańsku. Realizował skomplikowane i nowatorskie rozwiązania inżynierskie, jego dziełem była m.in. pierwsza na świecie kolejka linowa o wielu podporach.

## Młodość w ojczyźnie
Poza miejscowością pochodzenia – Harlingen we Fryzji – nie są znane szczegóły jego młodości, brak jest także danych na temat rodziców. Miał żonę Margaretę oraz brata Jacoba, który po wyjeździe z Niderlandów osiadł w Izbiskach (Freienhuben) nad Nogatem. Prawdopodobnie byli oni mennonitami, którzy wyemigrowali z ojczyzny wskutek represji skierowanych przeciwko protestantom przez namiestników króla Hiszpanii Filipa II Habsburga.

## Okres gdański
Z Gdańskiem związany był od około 1616, kiedy to otrzymał z miejscowego Urzędu Budowlanego wynagrodzenie za zbudowanie wiatraka w należącej do miasta, położonej na Żuławach wsi Olszynka. Miał już wówczas za sobą praktykę w budowie wiatraków, wyniesioną jeszcze z kraju rodzinnego, a zlecenie tak poważnej pracy przez miasto świadczyło o jego wysokich kwalifikacjach. W kolejnych latach akta Kasy Miejskiej (Kamlarii) określają go jako budowniczego młynów, kunsztmistrza (budowniczego wodociągów), wynalazcę, budowniczego dzieł wodnych, budowniczego wodnego, inżyniera.
Wijbe rzadko opuszczał Gdańsk, w tym mieście wykonując większość swoich prac. Przez pewien czas, na przełomie 1624 i 1625, przebywał w Warszawie, być może uczestnicząc w końcowych fazach budowy Wału Zygmuntowskiego względnie kierując budową wieży ciśnień. Z Warszawy powrócił z tytułem „inżyniera królewskiego” (przypuszczalnie przebywał tam jeszcze krótko w 1629). Udzielał się jako doradca (możliwe, że był również projektantem) przy budowie mostu na Wiśle w Toruniu na początku lat 30. XVII wieku. Otrzymywał propozycję stałej pracy w innych miastach – Toruniu, Elblągu, Rydze – ale pozostał w Gdańsku do końca życia, otrzymując wysoką pensję 1500 grzywien rocznie.
Wiatrak, powstały około 1616 jako pierwsza gdańska praca Adama, działał w Olszynce do 1642; został wówczas rozebrany, a władze Gdańska nie przyjęły propozycji inżyniera odbudowania go w „miejscu nieszkodliwym do miasta”. Inna praca Adama z początkowego okresu jego działalności w Gdańsku to kierat, służący do osuszania gruntów przy wysokim stanie wody na Wiśle, który był uruchomiony w 1623. Już po powrocie ze służby królewskiej w Warszawie Adam podjął się przerobienia układu zasilania wodą Fontanny Neptuna. W następnych latach dokonał rozbudowy i remontu gdańskiej sieci wodociągowej, a także podjął się czyszczenia rowów powstającego Dolnego Miasta. Od 1630 na zlecenie rady miasta budował bastion Królik i bastion Św. Jakuba, ku oburzeniu pominiętego przy tych pracach budowniczego miejskiego Jana Strakowskiego.
Skonstruował pompę napędzaną kieratem, uruchomioną w 1623 r. na Mierzei Wiślanej. Kolejne dzieła Wijbego to m.in. wiatrak do osuszania terenów na terenie Dolnego Miasta (opłacany przez mieszkańców), dźwig na Ołowiance, olejarnia o zwiększonej wydajności, pogłębiarka z napędem konnym, most przy Śluzie Kamiennej, akwedukt (Riedewand) nad fosą miejską w okolicy późniejszego Huciska. Od 1634, wspólnie z holenderskim fortyfikatorem Janssenem, prowadził prace regulacyjne ujścia Wisły, które jednak zostały wstrzymane wobec niewywiązywania się Rady Miasta z dostaw sprzętu i funduszy.
W 1638 Wijbe zrealizował nieznany bliżej od strony technicznej wynalazek, będący podstawą jego utrzymania w kolejnych latach – maszynę do cięcia lodu na Wiśle. Odbudował też i zmodernizował Kunszt Wodny – napędzaną energią wody kanału Raduni stację pomp zapewniającą ciśnienie w wodociągach miejskich, będąc odpowiedzialnym za jego działanie w latach 1639-1653.

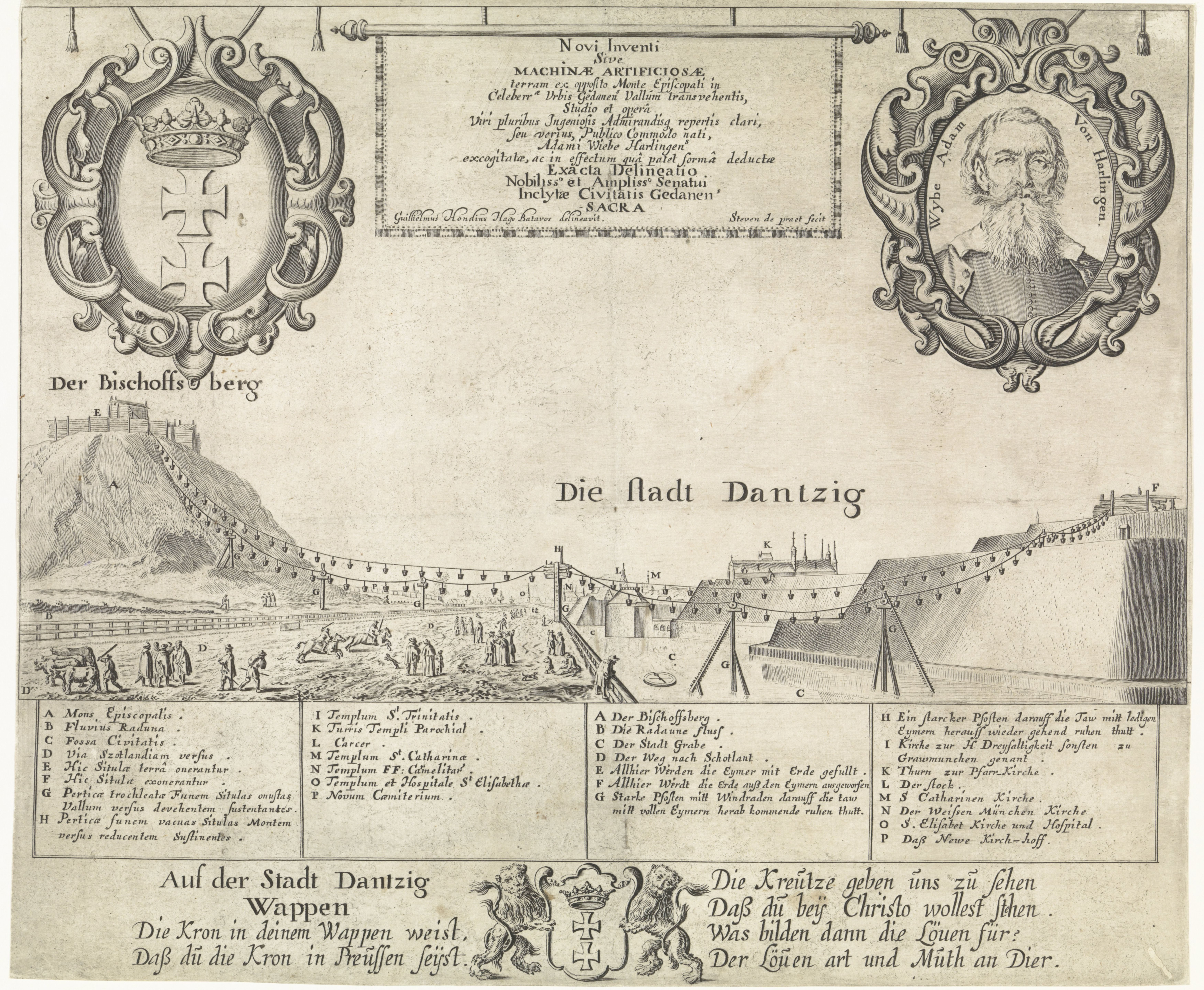
Kolej linowa w Gdańsku (rys. Willem Hondius)

W 1639 ze świeżo otrzymanym tytułem miejskiego kunsztmistrza, przystąpił do umacniania bastionu Przedmiejskiego (Bastionu Berg) w okolicy kościoła Św. Trójcy poprzez usypywanie nadszańca. Prace wymagały transportu wielkich mas ziemi; odległość od najbliższej piaskowni (na zboczu niwelowanej Biskupiej Górki) wynosiła w prostej linii około 200 metrów, ale do pokonania pozostawały i fosa, i kanał Raduni, i wreszcie znaczne różnice wzniesień. W celu uniknięcia nadkładania drogi Adam opracował specjalną kolejkę linową (a precyzyjniej: linowy przenośnik kubełkowy), napędzaną czterokonnym kieratem, z około 120 koszami do transportu ziemi. Odcinek liny z koszami pełnymi opierał się na siedmiu podporach, fragment liny z pojemnikami pustymi – na jednej. Wynalazek został przedstawiony na rysunku Wilhelma Hondiusa, ratyzboński poeta Georg Greflinger poświęcił mu okolicznościowy wiersz, zachowała się też wzmianka autorstwa zamieszkałego w Gdańsku angielskiego kupca i podróżnika Petera Mundy'ego. Urządzenie zostało również uwiecznione w dziele "Theatrum machinarum hydrotechnicarum" Jacona Leupolda z 1724 roku. Rada miasta udzieliła Fryzyjczykowi dożywotniej ochrony patentowej. Kolejka linowa była największą konstrukcją tego typu do XIX wieku, a zarazem pierwszą kolejką linową o wielu podporach. Po raz pierwszy zastosowano nie pojedynczy sznur (zapewniający transport naprzemienny w obie strony przy użyciu jednego pojemnika), lecz wytrzymalszą plecioną linę w kształcie pętli – przenoszącą urobek w sposób ciągły za pomocą wielu pojemników (inżynier użył lekkich i wytrzymałych wiklinowych koszy). Lina oparta była na drewnianych podporach wyposażonych w drewniane koła, po których przesuwała się lina, ponad podporami kosze przenosili robotnicy. Opróżniane były poprzez przechylenie. Nie jest znany okres działania tej konstrukcji. Mimo tego że wynalazek wzbudzał zainteresowanie daleko przekraczające granice Polski, nie są znane naśladownictwa. Następne podobne rozwiązania konstrukcyjne pojawiły się dopiero po wynalezieniu stalowych lin ok. 230 lat później w Niemczech.
Bastion Przedmiejski przez okres swojego istnienia nazywany był Bastionem Wijbego, a po jego splantowaniu na przełomie XIX i XX w. wytyczono ulicę nazywaną Wał Wijbego (Wiebenwall). Po II wojnie światowej konstruktor nie przeszedł pomyślnie weryfikacji pod względem polityczno-narodowym i przestał być patronem ulicy, która odtąd nazywa się Okopowa. Podobnie zbudowane w XIX w. w pobliżu koszary grenadierów nazywane były do 1945 koszarami Wiebego (Wiebenkaserne).
W 1646 Adam Wijbe brał udział w pracach inżynierskich przy dekoracjach na uroczyste powitanie w Gdańsku królowej Ludwiki Marii; przygotował mechanizm napędzający ruchome figury Atlasa i Herkulesa na bramie triumfalnej. W późniejszych latach wykonał małe koło wodne na potrzeby wieży ciśnień, a także m.in. maszynę do wbijania pali, sikawkę do wody, urządzenia do prac podwodnych. Przygotował też przyrządy na zamówienie F. Kesslera, który obiecał dostarczyć Radzie Miejskiej Gdańska perpetuum mobile. Wiele z pomysłów Adama, zgłaszanych władzom miasta, nie doczekało się za jego życia realizacji, ale np. przekopanie Łachy Bosmańskiej, które proponował w celu umożliwienia przejścia pełnych statków, znalazło swoje wykonanie na początku XX wieku w postaci Kanału Kaszubskiego.
Do początku lat 30. Adam dzierżawił ziemię w okolicy karczmy Św. Ducha na Polskim Haku, z czego musiał zrezygnować w związku z budową grobli na tym terenie. Potem otrzymał służbowe mieszkanie przy wieży ciśnień, a pod koniec życia mieszkał w tzw. „Domu Nadzorcy” obok młyna przy Kamiennej Śluzie. Wiadomo, że był żonaty i miał dzieci, a jego syn Abraham wykonywał obowiązki inżynierskie przez kilka lat po śmierci ojca (po raz ostatni wymieniony w 1657). Dokładna data śmierci Adama Wijbego nie jest znana; nastąpiła ona w 1653, jako że w marcu tegoż roku pobrał jeszcze z Kasy Miejskiej wynagrodzenie za cięcie lodu na Wiśle, ale ratę grudniową wypłacono innej osobie. Z 1653 pochodzi również zgłoszona Radzie Miejskiej suplika Abrahama, w której wspominał o swoim ojcu jako o niedawno zmarłym.

## Konstrukcje
- wiatraki
- młyny
- wodociągi
- akwedukt nad fosą miejską
- konstrukcje hydrotechniczne
- wieża ciśnień
- mosty
- kierat do osuszania gruntów
- bastiony
- dźwig
- olejarnia
- pogłębiarka rzeczna z napędem konnym
- maszyna do wycinania lodu na rzece
- kolejka linowa napędzana kieratem
- kafar do wbijania pali
- sikawka strażacka
- urządzenia do prac podwodnych
- mechanizm poruszający figurami na triumfalnej bramie

## Rodzina
Brat
- Jacob, po wyjeździe z Niderlandów osiadł w Izbiskach (Freienhuben) nad Nogatem.

Żona
- Margaretha ur. przed 1587 (prawdop. Harlingen), poślubił ją przed 1619 w Gdańsku

Dzieci:
- Jacob ur. przed 1620 w Gdańsku, był mistrzem budownictwa wodnego, budował m.in. groblę wzdłuż Nogatu w pobliżu Elbląga
- Hans ur. po 1620 w Gdańsku
- Peter ur. po 1624 w Gdańsku
- Abraham ur. po 1628 w Gdańsku, był pomocnikiem ojca, a po jego śmierci został jego następcą w Gdańsku
- Mechalina ur. przed 1630 w Gdańsku